# Omer Golan
Omer Golan (în ebraică: עומר גולן‎; n. 4 octombrie 1982) este un fotbalist din Israel. El evoluează pentru naționala țării sale pe postul de atacant, în prezent joacă la echipa din prima ligă, Maccabi Petah Tikva.

## Palmares
- Toto Cup (1): 2003–04
- Liga Leumit (1): 2012–13